# بيلا تولا
بيلا تولا (بالإنجليزية: Bella Tola)‏ هو أحد جبال سلسلة جبال الألب بينيني وجزء من القمة الأم يقع في كانتون فاليز، سويسرا. يبلغ ارتفاع الجبل حوالي 3025 متر، بينما يبلغ ارتفاع نتوء الجبل 235 متر.